# Lionel Galand
Pour les articles homonymes, voir Galand.
Lionel Galand, né le 11 mai 1920 à Aluze (Saône-et-Loire) et mort le 28 octobre 2017, est un linguiste français.

## Biographie
Lionel Galand est ancien élève de l'École normale supérieure (promotion L1941), ancien membre de l'École française de Rome.
Professeur à l'Institut des hautes études marocaines de Rabat, il a été professeur de berbère à l'INALCO de 1956 à 1977, succédant ainsi à André Basset qui avait occupé la chaire de 1941 à 1956. Il a ensuite été jusqu'en 1989 directeur d'études (chaire de libyque et berbère) à l'École pratique des hautes études (IVe section, sciences historiques) et est correspondant de l'Institut de France (Académie des inscriptions et des belles-lettres). Ses recherches ont porté essentiellement sur la grammaire comparée des langues berbères. On lui doit aussi des travaux sur le déchiffrement des alphabets libyques, ainsi que plusieurs études sur les poésies touarègues recueillies par Charles de Foucauld.
Il meurt le 28 octobre 2017, à l'âge de 97 ans.

### Vie privée
Époux de Paulette Galand-Pernet, morte en 2011, il est le père de Perrine Galand.

## Ouvrages
- Langue et littérature berbères. Vingt-cinq ans d'études, Paris, Éditions du CNRS, 1979.
- Inscriptions antiques du Maroc - Inscriptions libyques, Paris, Éditions du C.N.R.S., 1966.
- Dir., Lettres au Marabout. Messages touaregs au Père de Foucauld, Paris, Belin, 1999.
- Études de linguistique berbère, Louvain/Paris, Peeters, 2002.
- Regards sur le berbère, Milan, Centro Studi Camito-Semitici, 2010.  (ISBN 978-88-901537-2-3).